# インガ・ゲンツェル
インガ・ゲンツェル（Inga Kristina Gentzel-Dahlgren、1908年4月24日 - 1991年1月1日）は、スウェーデンの陸上競技選手である。彼女は1928年に開催されたアムステルダムオリンピックに参加して、女子800メートル競走で銅メダルを獲得した。

## 経歴
ゲンツェルは800メートル走の予選を2位で通過し、決勝レースに臨んだ。決勝ではドイツのリナ・ラトケ、日本の人見絹枝に続いて銅メダルを獲得している。
ゲンツェルは400メートルリレー走にも出場したが、予選1組で4位に終わり、決勝レースに進出できなかった。
なお、ゲンツェルは1928年6月16日から同年7月1日の間、陸上女子800メートル走の世界記録保持者であった。